# American Federation of Musicians
De American Federation of Musicians van de Verenigde Staten en Canada (AFM/AFofM) is een 501 (c) (5) vakbond die professionele instrumentale musici in de Verenigde Staten en Canada vertegenwoordigt. De AFM, die zijn hoofdkantoor heeft in New York, wordt geleid door president Raymond M. Hair jr. Opgericht in Cincinnati in 1896 als opvolger van de National League of Musicians is de AFM de grootste organisatie ter wereld die professionele muzikanten vertegenwoordigen. Ze onderhandelen over eerlijke overeenkomsten, beschermen het eigendom van opgenomen muziek, verzekeren voordelen zoals gezondheidszorg en pensioen en lobbyen bij wetgevers. In de Verenigde Staten is dat de American Federation of Musicians (AFM) - en in Canada de Canadian Federation of Musicians/Fédération canadienne des musiciens (CFM/FCM). De AFM is aangesloten bij AFL–CIO, de grootste federatie van vakbonden in de Verenigde Staten en het Canadian Labour Congress, de federatie van vakbonden in Canada.
Een van de bekendste acties van de AFM was de muzikantenstaking van 1942-1944 om platenmaatschappijen onder druk te zetten om een betere regeling voor het betalen van royalty's overeen te komen.

## Geschiedenis
De American Federation of Labor erkende de American Federation of Musicians (AFM) in 1896. In 1900 veranderde de American Federation of Musicians haar naam in American Federation of Musicians of the United States and Canada. In het begin van de twintigste eeuw produceerden platenmaatschappijen opnamen en profiteerden muzikanten ervan.

## De 20ste eeuw
Tijdens de Eerste Wereldoorlog werden de musici geconfronteerd met de algemene werkloosheid. Stomme films verdrongen sommige traditionele vormen van amusement, samen met de teruglopende economie en andere factoren, waardoor veel muzikanten werden ontslagen.
Tegen het einde van de jaren 1920 was het aantal platenmaatschappijen door veel factoren afgenomen. Toen het land zich herstelde van de Eerste Wereldoorlog, ontwikkelde de technologie zich en was er diversiteit in het opnemen en produceren van muziek. Dit moedigde de American Federation of Musicians aan. De AFM was gemotiveerd om muziekbewustzijn bij het publiek te brengen. In 1927 werd de eerste "talkie"-film uitgebracht en binnen twee jaar verloren 20.000 muzikanten hun baan bij het optreden in theaterputten voor stomme films. Dit was niet de eerste - of de laatste keer - dat technologische vooruitgang het werk van muzikanten zou veranderen. Toch bleven musici sterk en stelden ze minimumloonschalen vast voor het opnemen van vitafoon, film en grammofoon. In 1938 tekenden filmmaatschappijen hun eerste contract met AFM. Muzikanten bleven organiseren in orkesten, radio en het maken van filmscores. Maar muzikanten verloren hun inkomen doordat geluidsdragers in de plaats kwamen van radio-orkesten en jukeboxen concurreerden met livemuziek in nachtclubs.
Een van de belangrijkste acties van de AFM was de musicistaking van 1942-1944, om platenmaatschappijen onder druk te zetten om in te stemmen met een royaltysysteem dat gunstiger was voor de musici. Dit werd soms het "Petrillo-verbod" genoemd, omdat James Petrillo het nieuw gekozen hoofd van de vakbond was. Petrillo organiseerde een tweede opnameverbod in 1948 (van 1 januari tot 14 december), als reactie op de Taft-Hartley Act.
Muzikanten gingen in 1942 in staking en sloten de Amerikaanse opnamemarkt twee jaar lang totdat ze wonnen. Door samen te werken, dwongen ze de platenindustrie om een royalty te vestigen op de verkoop van platen om muzikanten in dienst te nemen bij liveoptredens. Dit resulteerde in de oprichting van het Music Performance Trust Fund (MPTF) dat gratis live-optredens blijft sponsoren in de Verenigde Staten en Canada.
Talrijke arbeidsacties in de volgende decennia verbeterden de industrienormen en arbeidsomstandigheden voor muzikanten. Nieuwe overeenkomsten hadden betrekking op tv-programma's, kabeltelevisie, onafhankelijke films en videogames. Er werden pensioenfondsen opgericht. Muzikanten sloten ook baanbrekende contracten af voor het verstrekken van royalty's voor digitale uitzendingen en voor opnamen van live optredens.
Het enige doel van de AFM is orde te scheppen in de chaos en alle professionele musici van het land te harmoniseren en samen te brengen in één progressief orgaan, zei AFM's eerste president Owen Miller in 1896.

## De 21ste eeuw
Op de AFM-conventie in Las Vegas op 23 juni 2010 koos de AFM Ray Hair voor een termijn van drie jaar als president. Hair werd in juli 2013, in juni 2016 en opnieuw in juni 2019 herkozen voor nog eens drie jaar.
De AFM probeert plagiaat en illegaal downloaden te voorkomen. Het enorme volume van de output van de opname-industrie draagt bij aan de mogelijkheid dat nummers elkaar overlappen in geluid, melodie of andere details van de compositie. Naarmate het internet en de technologie zich verder ontwikkelen en gemakkelijk toegankelijk worden, is het voor mensen gemakkelijker om de muziek online te delen.
In 2019 telde de AFM 73.071 leden.

## Locaties
De American Federation of Musicians, met het hoofdkantoor in New York, heeft Federation-kantoren in Los Angeles, Toronto en Washington D.C., evenals honderden bijdragende lokale leden in de Verenigde Staten en Canada.

## Compositie
Volgens de gegevens van het ministerie van Arbeid van de AFM sinds 2006, toen de lidmaatschapsclassificatie voor het eerst werd gerapporteerd, bestaat ongeveer 81%, of driekwart van de leden van de vakbond uit gewone leden, die in aanmerking komen om voor de vakbond te stemmen. Naast de andere stemgerechtigde classificaties leven en jeugd, hebben de leden van inactief leven de rechten van actieve vakbondsleden, behalve dat zij niet mogen stemmen of een ambt bekleden volgens de statuten in ruil voor het tarief lager dan levens-leden. Vanaf 2019 waren dit 60.345 gewone leden (83% van het totaal), 11.297 levens-leden (15%), 549 inactieve levens-leden (1%) en 880 jeugd-leden (1%).

## Leiderschap
Vanaf 2019 hebben de afgevaardigden van de 101st American Federation of Musicians of the United States and Canada (AFM)-conventie in Las Vegas (Nevada), Ray Hair herkozen tot international president; internationale vicepresident Bruce Fife; vicepresident van Canada Alan Willaert; secretaris-penningmeester Jay Blumenthal en uitvoerende functionarissen: John Acosta (Local 47, Los Angeles); Ed Malaga (lokaal 161-710, Washington D.C.); Tina Morrison (Local 105, Spokane, Washington); Terryl Jares (Local 10-208, Chicago) en Dave Pomeroy (Local 257, Nashville (Tennessee)).

## Presidenten
- 1896–1900 Owen Miller
- 1900–1914 Joseph Weber
- 1914–1915 Frank Carothers
- 1915–1940 Joseph Weber (2e termijn)
- 1940–1958 James C. Petrillo
- 1958–1970 Herman D. Kenin
- 1970–1978 Hal Davis
- 1978–1987 Victor Fuentealba
- 1987–1991 J.Martin Emerson
- 1991–1995 Mark Massagli
- 1995–2001 Steve Young
- 2001–2010 Tom Lee
- 2010–heden Ray Hair